# مایتلند نایلز
اِینزلی مِیتلند-نایلز (انگلیسی: Ainsley Maitland-Niles؛ زادهٔ ۲۹ اوت ۱۹۹۷) بازیکن فوتبال اهل بریتانیا است که برای باشگاه لیون بازی می‌کند.